# パチャリー・セーンムアン
パチャリー・セーンムアン（Patcharee Saengmuang, 1978年3月20日 - ）は、タイの元女子バレーボール選手。元タイ王国代表。

## 来歴
1997年、タイ代表に初選出される。1998年に日本で開催された世界選手権で三大大会に初出場した。2001年に地元で開催されたアジア選手権で初のメダル獲得に貢献した。アテネオリンピック世界最終予選でタイ女子代表のエースとして活躍。サーブを武器にサーブランキングで2位に入った（セット率 0.36）。本大会出場はならなかったものの、チームの5位（8カ国中）に貢献。
ワールドグランプリ 2006、ドーハアジア大会2006ではキャプテンを務めた。2007年のアジア選手権では銅メダルを獲得した。

## 球歴
- 世界選手権 - 1998年、2002年
- ワールドグランプリ - 2002年、2003年、2004年、2005年、2006年
- アジア選手権 - 1999年、2001年、2003年、2005年、2007年

## 所属クラブ
- 東芝シーガルズ（-1999年）
- 福建（2004年）
- Aurum（2005年）
- Vietnam（2006-2008年）
- Suan Sunandha（2011-2012年）
- Ayutthaya A.T.C.C（2012-2013年）
- Colegio De San Juan de Letran（2012年）
- Philippine Super Liga（2013年）
- Adamson Falcons（2014年）
- Cagayan Valley Lady Rising Suns（2014年）
- King-Bangkok（2014-2015年）
- Maejo Cosmo Chiangrai（2015-2016年）
- Thai-Denmark Nongrua（2016-2017年）
- Tacloban Fighting Warays（2017-2018年）
- Cosmo Chiang Rai（2017-2018年）
- Opart 369（2018-2019年）